# 第三次マケドニア戦争
第三次マケドニア戦争（だいさんじマケドニアせんそう、イタリア語：Terza guerra macedonica）は、共和政ローマとマケドニア王国（アンティゴノス朝）の間で争われたマケドニア戦争の3度目にあたる戦争であり、紀元前171年から紀元前168年まで行われた。最終決戦となったピュドナの戦い (紀元前168年)でローマ軍はマケドニア軍に大勝して、アンティゴノス朝は断絶した。また、共和政ローマによるヘレニズム諸国征服の端緒となった。

## 概要

### 開戦まで
共和政ローマは2度のイリュリアとの戦争に勝利を収めるなど、アドリア海やギリシアへ影響力を増しつつあった。紀元前229年にマケドニア国王に即位したピリッポス5世は徐々に自らの勢力圏へ浸透しつつあるローマに危惧を抱いていた。カルタゴとローマとの間で第二次ポエニ戦争が勃発した機を捉えて、ピリッポスはカルタゴと同盟を結び、アドリア海およびギリシアに対するローマの影響力排除を図った。ハンニバルがザマの戦いでローマに敗北し、カルタゴが降伏した後もローマと戦ったが、キュノスケファライの戦いで完敗を喫して和睦を結んだ。以後、ローマの同盟国となり、ローマ・シリア戦争でローマへ支援を行うなど、親ローマへ舵を切った。
紀元前179年にピリッポスが死去、後継のマケドニア国王としてペルセウスが即位した。ペルセウスはピリッポス時代までのローマを刺激しない親ローマ路線を修正し、まずはトラキア人への備えと称して軍事力の増強を図ったが、この動きはギリシアや周辺国家に脅威を与えた。東方への勢力拡大を図っていたローマはマケドニアの勢力が復活し、ギリシアへ影響力が浸透するのを阻止するため、ペルガモン王国からの支援要請を受けて、紀元前171年にマケドニアに対して宣戦布告し、バルカン半島への侵攻を開始した。

### 前171年から前169年までの経過
周辺国家はビテュニアが中立となった以外は、セレウコス朝やアカイア同盟など大部分がローマ側に味方した。ローマ側はその年の執政官の1人、プブリウス・リキニウス・クラッススが軍を率いてペルセウスと戦ったが、カッリキヌスの戦いで敗退を喫し、3,000人以上の兵士を失った（戦死2,500、捕虜600）。ペルセウスはローマに対して和平条約の締結を申し込んだが、ローマはこれを拒否した。紀元前170年、執政官アウルス・ホスティリウス・マンキヌスがマケドニアへ攻め込んだが、ペルセウス軍はこれを撃退、ローマ側はマケドニアに対する攻め手を欠き、マケドニア侵攻は不首尾に終わった。
紀元前169年、ペルセウス率いるマケドニア軍はローマの執政官クィントゥス・マルキウス・ピリップスが率いるローマ軍をテンペ近郊で包囲したが、完全勝利へ結びつけることは出来なかった。この時点でマケドニアは度重なるローマの干渉を退けたため、ディオンなどの宗教都市を含む要衝を制圧、ギリシアへの浸透に成功した。ペルセウスは、同じヘレニズム王朝であるセレウコス朝やペルガモン王国に対して、マケドニアに協力するよう要請したが失敗に終わった。ただし、イリュリア王ゲンティウスの支持を得ることには成功した。

### ルキウス・アエミリウス

両軍の進軍路
マケドニア軍
ローマ軍

紀元前168年、ローマはスキピオ・アフリカヌスの義弟に当たるルキウス・アエミリウス・パウルスを執政官に選出した。アエミリウスは直ちに軍を率いて2方面作戦を開始する。アエミリウスはプブリウス・コルネリウス・スキピオ・ナシカ・コルクルムを部隊長とする小隊（兵8,200、騎兵120）を派遣、コルクルムは夜のうちにアドリア海の海岸沿いに進軍してマケドニアの西部へ出現した後、北東部のピュティオンへ移動して、後背からマケドニアを突く構えを見せた。
しかし、ローマの脱走兵によってこの動きは察知され、ペルセウスは兵12,000の別働隊をコルクルム軍の迎撃に当たらせるべく派遣した。ペルセウス自身は、ピュドナ近郊の平原の南にあるカテリーニの近郊に陣を構えた。
しかし、アエミリウス率いるローマ軍はブルンディシウム（現：ブリンディジ）からギリシア本土へ上陸、バルカン半島を北上してマケドニアを目指しており、途中でマケドニア軍を破ってローマ本軍へ向かっていたコルクルム率いる別働隊を合体した後に、ローマ軍はカテリニに宿営しているマケドニア軍の前に姿を現した。ローマ軍はオロクルス（Olocrus）山の西側に陣を張った。戦闘の前夜は月食であった。アエミリウスはローマ軍兵士に対して当日は月食となる旨を通告していたため、ローマ軍に動揺は無かったが、マケドニア軍内では月食を王国の終焉を告げる前触れと感じ、士気は低下した。

### ピュドナの戦い
後世、ピュドナの戦いと称される戦闘は紀元前168年6月22日の午後に開始された。戦闘開始のきっかけははっきりとしないが、マケドニアに味方して戦っていたトラキア兵がローマ軍の挑発に乗ったことなどとされる。

ピュドナの戦い・布陣図
マケドニア軍
ローマ軍

両軍の兵力には大きな開きがあった。ローマ軍は2個軍団から構成された約29,000（歩兵24,500、騎兵4,500）であったのに対して、マケドニア軍はファランクス21,000を含む約44,000もの大軍であった。ただし、騎兵の兵力はほぼ同数であった
ローマ軍は2個軍団を中央に配備して、側面にはラテン人、イタリア人やギリシア人などのアウクシリア、さらに最右翼部に戦象22頭とローマ騎兵部隊を配置した。マケドニア軍はファランクス部隊を中央に置き、マケドニア近衛部隊3,000を左翼に、軽装歩兵部隊や各国からの傭兵部隊、および同盟国のトラキア歩兵をファランクスの両側面、ペルセウス自身が率いる神聖部隊（Sacred Squadron）、マケドニア騎兵部隊やトラキアのオドリュシア騎兵部隊が最右翼に配置した。
両軍の激突は15時ごろであり、まずはマケドニア軍のファランクスがローマ軍陣地に向かって、徐々に距離を詰めにかかった。アエミリウスは、ファランクスの前進に合わせて、各部隊に最小限の応戦をしつつ後退をするよう合図を送り、初段階はローマ軍がマケドニア軍に対して敗走した形で推移した。
さらにファランクスはローマ軍陣地のあるオロクルス山麓まで前進したが、この段階で密集隊形が基本のファランクスは密集状態を崩した状態であった。アエミリウスは、投げ槍（ピルム）の投擲を行った後にローマ軍団に対して、密集状態を崩して隙間が出来ていたファランクスの隙間を狙って、側面からの攻撃を指示した。ローマ軍の持つ長い剣や重装備は、ファランクスの持つ短剣や軽装備を容易く打ち破り、ファランクスは壊走に転じた。
ファランクスの壊走を見て、勝敗が決したことを悟ったペルセウスは未だ戦闘に参加していなかった神聖部隊や騎兵部隊と共に逃亡した。ペルセウスや騎兵部隊が戦場から離れた後もマケドニア歩兵部隊およびファランクスはローマ軍と戦ったが、3,000名の近衛部隊を含む25,000名の兵士が死傷、ローマ側は1,000名前後の死傷者であったと伝わっている。実質的な戦闘は約1時間であったが、マケドニア軍の掃討が日暮れ過ぎまで行われた。なお、この戦闘にはアエミリウスの息子でスキピオ家の養子となっていたスキピオ・アエミリアヌスが参戦していたと伝わっている。

### 戦後
ペルセウスは王都ペラまで逃れたが、住民はペルセウスを入城させずに追い払った。ペルセウスはサモトラキ島まで逃亡したが、結局はアエミリウスに降伏した。紀元前167年、ローマでのアエミリウスの凱旋式において、ペルセウスは手枷・足枷をはめられた上でローマ市内を引き回された。ペルセウスは凱旋式が終わった後に投獄されたが、アエミリウスの支援もあって、程なく釈放されアルバで余生を過ごしたと伝わっている。
マケドニア王国に組した都市は略奪され、住民は奴隷とされた。また、アエミリウスは中立を保ってマケドニアへ支援していなかったエピロスも攻撃して、市民約150,000を奴隷として連行した。アンティゴノス朝が支配するマケドニア王国は消滅し、4つの自治領へと解体された。アンティゴノス朝消滅から20年後の紀元前148年にマケドニアで起こった反乱（第四次マケドニア戦争）を鎮圧したのを機に、紀元前146年に4つの自治領も廃止され、周辺地域も編入した上でローマの属州（マケドニア属州）となった。
ピュドナの戦いはアレクサンドロス3世以来のルーツを持つファランクスをローマ軍の柔軟な戦術が破っての勝利であると考えられているが、ペルセウスの戦術上の失敗とローマ軍との交戦を避けたマケドニア騎兵部隊の柔弱な姿勢によるものとの意見もある。ただし、ピュドナの戦いで、ローマ軍の歩兵部隊が正面からファランクスを撃破したと証明されたことは明らかである。